# ژاکو (ترانه)
ژاکو (ارمنی: Ժակո)؛ ‏ تلفظ‌شده به صورت [ʒɑˈkɔ]) ترانه‌ای از گروه دونفرهٔ فرانسوی-ارمنی موسیقی ملل لادانیوا است. این ترانه اولین بار در ۲۹ سپتامبر ۲۰۲۳ به صورت یکی از قطعاتِ نخستین آلبوم این گروه منتشر شد و شعر و آهنگ آن توسط آدری لکلرک، ژاکلین باغداساریان و لوئی توماس نوشته شد. ژاکو، نمایندهٔ ارمنستان در مسابقه آواز یوروویژن ۲۰۲۴ بود که با ۱۸۳ امتیاز به مقام هشتم در رقابت‌های نهایی دست یافت.

## پس‌زمینه و آهنگسازی
ژاکو را آدری لکلرک و ژاکلین باغداساریان نوشتند و «یاسپر ماکلبرخ» آن را تهیه کرد. عنوان این ترانه از نام مستعار ژاکلین باغداساریان الهام گرفته شده است. این ترانه را روایتی از دوران کودکی باغداساریان و احساس ناشی از فشار جامعه برای تطابق با انتظارات مرتبط با لباس و رفتار یک دختر می‌دانند. او در این ترانه هم این موضوع را به چالش می‌کشد و هم مورد انتقاد قرار می‌دهد و بیان می‌کند که در عوض می‌خواهد مردم «خودِ واقعی، سرکش و بی‌تعارفِ» خودشان را پیدا کنند.

## نماهنگ و تبلیغ
همزمان با تأیید رسمی این دو هنرمند مبنی بر حضور این ترانه در یوروویژن، یک موزیک ویدئو به کارگردانی آرتور مانوکیان در همان روز منتشر شد. به گفته ای‌اس‌سی یونایتد، این موزیک ویدئو، ادای احترامی به سرگئی پاراجانف، فیلمساز ارمنی بود و لباس‌های این دو هنرمند را مری استپانیان و آستغیک ساموئلیان طراحی شده بود. برای تبلیغ بیشتر این ترانه، آنها قصد خود را برای شرکت در یک پیش مهمانی یوروویژن به‌نام «پری-پارتی ای‌اس» در ۳۰ مارس ۲۰۲۴ اعلام کردند.

## بازخورد منتقدان
در نقد وی‌وی‌بلاگز که حاوی چندین بررسی از منتقدان گوناگون است، این ترانه از ۱۰ امتیاز، ۶٫۲۷ امتیاز گرفت، که در رتبه‌بندی سالانه سایت، از بین ۳۷ ترانه رقابت‌کننده در مسابقه ترانه یوروویژن ۲۰۲۴، رتبه ۲۵ را کسب کرد. بررسی دیگری که توسط «ای‌اس‌سی بابلز» انجام شد و حاوی نظرات ترکیبی از خوانندگان و هیئت داوران بود، «ژاکو» از میان ۱۶ ترانه‌ای که در نیمه‌نهایی یوروویژن با آنها رقابت می‌کرد، رتبه چهارم را به‌دست‌آورد. جان اوبراین نویسنده وبگاه والچر، این ترانه را در رتبه سیزدهم قرار داد و اظهار داشت که این ترانه «ترکیبی پر جنب‌وجوش از موسیقی سنتی محلی و پاپ ملی» است. «دوران لاهاف» منقد وبگاه ای‌اس‌سی بیتز آن را در رتبه ۳۴ قرار داد و اظهار داشت که در حالی که او «اصالت ترانه را تجلیل می‌کند»، اما «ساختار ترانه را کاملاً نابسامان» یافته است. ارین آدام، نویسنده اسکاتسمن، به این ترانه ۵ امتیاز از ۱۰ داد و بیان کرد که «ممکن است آنقدر عادی باشد که واقعاً در یادها نماند». با این حال، آنها همچنین اعتراف کردند که ژاکو ترانه‌ای است «سرشار از رنگ، دارای شخصیت و آنچه یوروویژن نمایندهٔ واقعی آن است.»

## مسابقه آواز یوروویژن ۲۰۲۴

### انتخاب کشوری
ترانهٔ نمایندهٔ ارمنستان برای شرکت در یوروویژن ۲۰۲۴ در رقابت‌های کشوری توسط AMPTV انتخاب شد. در ژانویه ۲۰۲۴، رسانه‌های داخلی و بین‌المللی این گروه دونفره را هنرمندان برگزیدهٔ نهایی اعلام کردند. در ۹ مارس ۲۰۲۴، این شبکهٔ تلویزیونی رسماً حضور این دو گروه را به عنوان نمایندهٔ ارمنستان برای یوروویژن ۲۰۲۴ تأیید کرد، با تک‌آهنگ «ژاکو»، که در ۱۳ مارس از آن رونمایی شد.

## یوروویژن
مسابقه آواز یوروویژن ۲۰۲۴ در سالن مالمو آرنا در شهر مالموی سوئد برگزار شد و شامل دو نیمه‌نهایی در تاریخ‌های ۷ و ۹ مه و رقابت پایانی در ۱۱ می ۲۰۲۴ بود. در طول قرعه‌کشی تخصیص در ۳۰ ژانویه ۲۰۲۴، پرتغال برای رقابت در نیمه‌نهایی دوم انتخاب شد که می‌باید ترانه خود را در نیمه نخست نمایش اجرا کند. گروه دونفرهٔ ارمنستان بعداً برای هشتمین اجرا، پیش از صبا نماینده دانمارک و پس از دونس نماینده لتونی، انتخاب شد.

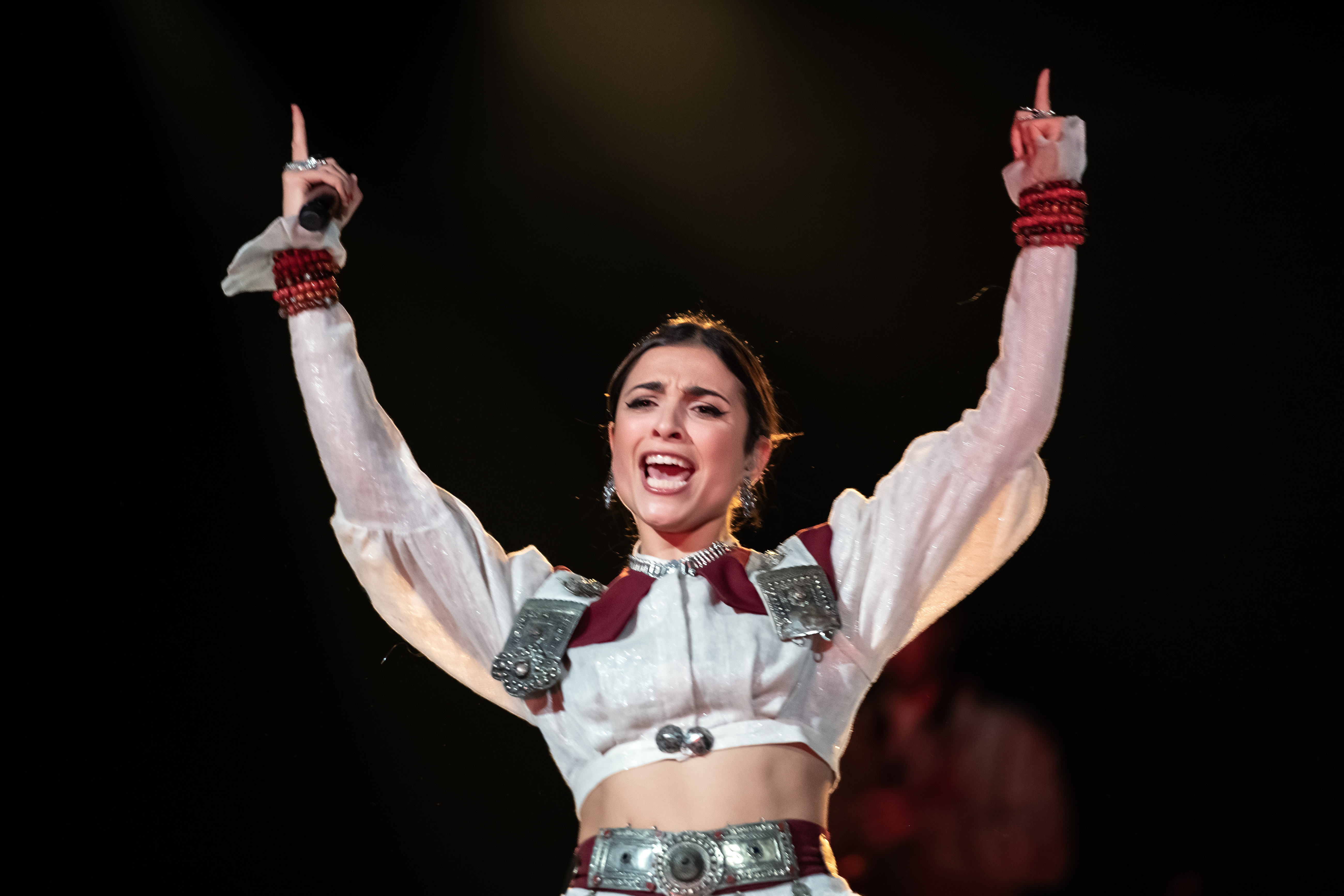
لادانیوا در حال اجرای ژاکو در تمرین با لباس سنتی قبل از دومین نیمه‌نهایی یوروویژن ۲۰۲۴.

برای اجرای ترانه در یوروویژن، آرتور مانوکیان به عنوان مدیر صحنه منصوب شد. پیش از یوروویژن، دیوید تسرونیان، رئیس هیئت ارمنی، قول داده بود که این اجرا «چیزی بسیار مثبت و پر سر و صدا خواهد بود، و تمام حال و هوا و انرژی ارمنی را منتقل خواهد کرد». در این اجرا، این گروه دونفره به همراه چهار نوازندهٔ سازهای پشتیبان با لباس‌های سنتی ارمنی بر روی یک ستون‌پایه غول پیکر حضور یافتند. بر حالات چهره این دو نفر هنگام اجرا به‌همراه جوجه‌ها و نقوش ارمنی تأکید شده است. ژاکو با کسب ۱۳۷ امتیاز در جایگاه سوم قرار گرفت و مجوز حضور در فینال بزرگ را دریافت کرد.
این دو در ۱۱ مه در رقابت بزرگ پایانی، ترانهٔ خود را مجدداً اجرا کرد. این ترانه در ۱۹ام، بعد از یولاندای پرتغالی و پیش از سلیا کاپسیس از قبرس اجرا شد. پس از اعلام نتایج، آنها با ۱۸۳ امتیاز، که جمع امتیاز ۱۰۱ از هیئت داوران و ۸۲ از رای‌گیری همگانی مخاطبان تلویزیونی بود، در رده هشتم قرار گرفتند. این ترانه هیچ مجموعه‌ای از حداکثر ۱۲ امتیاز را در هیچ شاخه‌ای دریافت نکرد. در این مورد، بیشترین امتیازی که به یک کشور تعلق گرفت، امتیاز ۸ بود که توسط آلبانی، پرتغال و سن مارینو داده شد. در رای‌گیری تلویزیونی، بیشترین امتیاز ده بود که توسط فرانسه و گرجستان اهدا شد.

## جداول موسیقی
| جدول موسیقی (۲۰۲۴)                  | بالاترین رتبه |
| ----------------------------------- | ------------- |
| بین‌المللی یونان (IFPI)              | ۱۹            |
| لیتوانی (آگاتا)                     | ۲۲            |
| هلند (سینگل تیپ)                    | ۶             |
| هیت‌سیکر سوئد (فهرست برترین‌های سوئد) | ۱۲            |

## تاریخچهٔ انتشار
| منطقه   | تاریخ           | فرمت                      | ناشر                  | نوع     | منبع  |
| ------- | --------------- | ------------------------- | --------------------- | ------- | ----- |
| گوناگون | ۲۹ سپتامبر ۲۰۲۳ | بارگیری موسیقی رسانه جاری | ژیگولی پیاس رکوردینگز | تک‌ترانه | [ ۵ ] |

## یادداشت
1. ↑  Audrey Leclercq
2. ↑  Jaklin Baghdasaryan
3. ↑  Louis Thomas